# Elsa Cárdenas
Elsa Cárdenas, talvolta indicata come Elsa Cardenas o Elsie Cardenas (Tijuana, 3 agosto 1935), è un'attrice messicana.
Attiva anche nel cinema statunitense, dal 1954 è apparsa in oltre cento film e spettacoli per la televisione.

## Biografia
Dopo il debutto ne El joven Juárez (1954), appare nel film-saga Il gigante (1956), interpretando il ruolo di Juana, la giovane nuora ispanica dei protagonisti del film, interpretati da Rock Hudson ed Elizabeth Taylor. Nello stesso anno è poi nel cast del film messicano Happiness (1956), presentato in concorso al settimo Festival internazionale del cinema di Berlino. Nel 1963 recita a fianco di Elvis Presley ne L'idolo di Acapulco, mentre nel 1969 è nel cast del western Il mucchio selvaggio di Sam Peckinpah.

## Filmografia parziale

### Cinema
- El joven Juárez, regia di Emilio Gómez Muriel (1954)
- Happiness, regia di Alfonso Corona Blake (1956)
- Il gigante (Giant), regia di George Stevens (1956)
- La più grande corrida (The Brave One), regia di Irving Rapper (1956)
- L'idolo di Acapulco (Fun in Acapulco), regia di Richard Thorpe (1963)
- Amore e desiderio (Of Love and Desire), regia di Richard Rush (1963)
- Taggart - 5.000 dollari vivo o morto (Taggart), regia di R.G. Springsteen (1964)
- Il mucchio selvaggio (The Wild Bunch), regia di Sam Peckinpah (1969)
- 7 assassine dalle labbra di velluto (Peligro...! Mujeres en acción), regia di René Cardona Jr. (1969)
- 5 Supermen contro i nani venuti dallo spazio (Vuelven los campeones justicieros), regia di Federico Curiel (1972)

### Televisione
- I racconti del West (Dick Powell's Zane Grey Theater) - serie TV, episodio 3x24 (1959)
- Have Gun - Will Travel - serie TV, episodio 3x11 (1959)
- Pony Express - serie TV, episodio 1x01 (1960)
- Tarzan - serie TV, episodio 1x16 (1966)